# 富時集團
富時集團(FTSE Group)是英國提供股市指數及相關數據的服務公司。

## 產品
富時主要經營富時100指數、富時250指數及其他超過120,000種指數數據，當中600種指數數據為實時報價指數。除指數數據外，還有七個收入類別：全球股票、區域和合作夥伴、定息證券、房地產、另類投資、責任投資和管治及提供投資策略。透過上述股務所收取的服務費拓展其他業務。現時富時集團在倫敦、紐約、巴黎、法蘭克福、馬德里、三藩市、北京、東京及香港設有辦事處。

## 歷史
富時集團於1962年創造FTSE所有股指數，但富時集團本是由金融時報(F-T)及倫敦證券交易所(S-E)所組成的合資企業；2011年，倫敦證券交易所收購金融時報50%的股權，富時集團現由倫敦證券交易所全資擁有。1982年推介時稱倫敦富時100指數，涵蓋倫敦證券交易所八成市值。1995年脫離金融時報及倫敦證券交易所，組成富時集團。1999年在紐約開設首個海外辦事處開幕，2000年初香港辦事處開幕，2001年三藩市及法蘭克福辦事處開幕，2002年馬德里辦事處開幕，2003年東京辦事處開幕。
2000年與新華財經組成合營的新華富時，負責編制了一系列追蹤中國股票市場的基準指數和可交易指數。2010年9月，富時集團收購新華財經的50%股權，新華富時指數系列正式更名為富時中國指數系列。
2002年起與臺灣證券交易所合編「臺灣證券交易所臺灣指數系列」（TSEC Taiwan Index Series），並於2011年更名為「富時臺灣證券交易所臺灣指數系列」（FTSE TWSE Taiwan Index Series）。

## 相關
- 富時350指數
- 富時所有股指數
- 富時小型公司指數
- 富時AIM英國50指數
- 富時香港指數
- 富時中國指數
- 富時中國A50指數
- 富时马来西亚吉隆坡综合指数
- 富時MIB指數

## 外部連結
- FTSE Russell 官网 （页面存档备份，存于）
- 富时罗素中国官网 （页面存档备份，存于）